# Atomi per la pace
Atomi per la pace (in inglese Atoms for peace) è stato un discorso del presidente degli Stati Uniti Dwight D. Eisenhower sull'uso pacifico dell'energia nucleare, pronunciato l'8 dicembre 1953, all'Assemblea generale delle Nazioni Unite. Su suggerimento dello stesso Eisenhower, il nome fu poi attribuito alla prima Conferenza tenutasi a Ginevra dall'8 al 20 agosto 1955, con la quale convenzionalmente si fa iniziare lo sviluppo delle tecnologie per lo sfruttamento dell'energia nucleare, e in particolare la fusione nucleare.

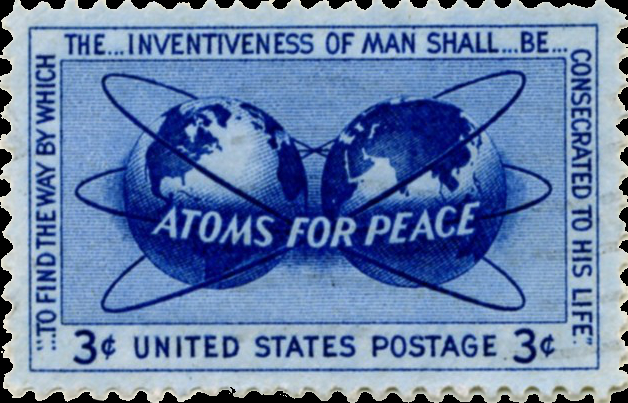
Francobollo commemorativo del programma "Atoms for peace" del presidente Eisenhower, emesso nel 1955

## Gli antecedenti della conferenza

### La fine della guerra e le conseguenze dell'uso della bomba atomica (1945-1949)
È innegabile che l'inizio di un'idea di sfruttamento pacifico dell'energia nucleare sia una conseguenza dello sgancio della bomba atomica a Hiroshima e Nagasaki nell'agosto del 1945. Già il 15 novembre del 1945 il presidente Truman e i primi ministri inglese Attlee e canadese Mackenzie King si incontrarono a Washington, firmando una dichiarazione trilaterale sull'energia atomica. In particolare si impegnarono a
Poco dopo, il 27 dicembre 1945, un accordo firmato a Mosca con l'Unione Sovietica portò alla nascita della Commissione delle Nazioni Unite per l'Energia Atomica (UNAEC). L'atto più noto di questa Commissione fu il piano Baruch, che prende il nome dal delegato americano Bernard Baruch. Questi propose il 13 giugno 1946 un ambizioso progetto, che prevedeva la creazione dell'Autorità Internazionale per lo Sviluppo Atomico (IADA), che avrebbe avuto
Lo scopo principale della IADA sarebbe stato quello di
È ovvio che un piano del genere era assolutamente incompatibile con l'incipiente guerra fredda. Infatti i contrasti fra Stati Uniti e Unione Sovietica fecero naufragare il piano Baruch assieme a tutta l'UNAEC, che si sciolse alla fine del 1949 dopo anni di sterili dibattiti.

### Il progetto Matterhorn (1951)
Il 25 marzo del 1951 il presidente dell'Argentina Juan Perón fece una dichiarazione, nella quale si leggeva che il fisico tedesco Ronald Richter era riuscito a
Richter stava lavorando in un laboratorio segreto nell'isola di Hewmall in Argentina: la notizia in realtà era falsa, ma paradossalmente essa costituì l'inizio degli studi sulla fusione termonucleare controllata, sia negli Stati Uniti, sia in Unione Sovietica.
Come conseguenza delle dichiarazioni di Perón, il presidente Truman spinse il fisico Lyman Spitzer a realizzare il primo dispositivo per il confinamento di un plasma per la fusione nucleare, lo stellarator: nella sua versione originale, il dispositivo appariva come un tubo piegato a forma di 8. Dopo avere discusso il progetto nella Commissione americana per l'Energia Atomica (AEC), Spitzer fondò il 7 luglio 1951 il Progetto Matterhorn, a Princeton nel New Jersey: il Progetto Matterhorn fu il primo nucleo del Princeton Plasma Physics Laboratory (PPPL).
Allo stesso tempo, il fisico russo Igor' Kurčatov seppe delle dichiarazioni di Perón, e le comunicò immediatamente, in modo da convocare un consiglio scientifico con cui discutere della cosa: si decise che a capo del programma di ricerca fosse posto il famoso fisico russo Lev Arcimovič. Il 5 maggio 1951 Stalin firmava ufficialmente l'inizio del programma di ricerca sovietico sulla fusione nucleare. In questo programma confluirono idee già sviluppate in precedenza, come quella di un reattore a confinamento magnetico, elaborata già nell'ottobre 1950 dai fisici Andrej Sacharov e Igor' Tamm. Questa idea sarebbe diventata presto realtà, e al reattore sperimentale a confinamento magnetico sarebbe stato dato il nome di Tokamak nel 1957.
È un paradosso della storia che la configurazione che a tutt'oggi viene considerata come la più promettente per la fusione termonucleare controllata (ITER per esempio è un Tokamak) rimase sconosciuta in Occidente dalla sua ideazione (1950) fino alla Seconda conferenza di Ginevra (1958), quando la ricerca in ambito fusione nucleare venne desecretata. Nello stesso periodo, infatti, in USA si perseguiva la linea dello stellarator.

### La bomba all'idrogeno (1950-1952)
Per mantenere una sorta di monopolio statunitense, il presidente Truman spingeva non solo per le ricerche sul nucleare in ambito civile, ma anche sul piano militare, anche in conseguenza della prima detonazione controllata di una bomba atomica, effettuata da parte dell'Unione Sovietica nel 1949. Truman in particolare pressava per la realizzazione di una bomba all'idrogeno. A questo scopo il fisico Edward Teller cominciò degli studi teorici sulla realizzazione della bomba a Princeton, nell'ambito del Progetto Matterhorn. Voci dicono che Spitzer tendesse a frenare questo progetto, forse anche per le pressioni esercitate da Albert Einstein, che lavorava a quel tempo all'Institute for Advanced Study, sempre a Princeton. Fatto sta che Teller alla fine si trasferì a Los Alamos, dove nel 1952 portò a compimento il progetto di una bomba che contenesse un nucleo di deuterio e trizio, circondato da un "guscio" di uranio: era la bomba all'idrogeno, realizzata secondo uno schema a cui aveva dato un contributo anche il matematico polacco Stanisław Ulam.|titolo=Il 1º novembre postscript=nessuno}} la bomba all'idrogeno veniva fatta esplodere al di sopra dell'atollo di Enewetak, come parte dell'operazione edera ("Operation Ivy").

### Il discorso di Eisenhower (1953)

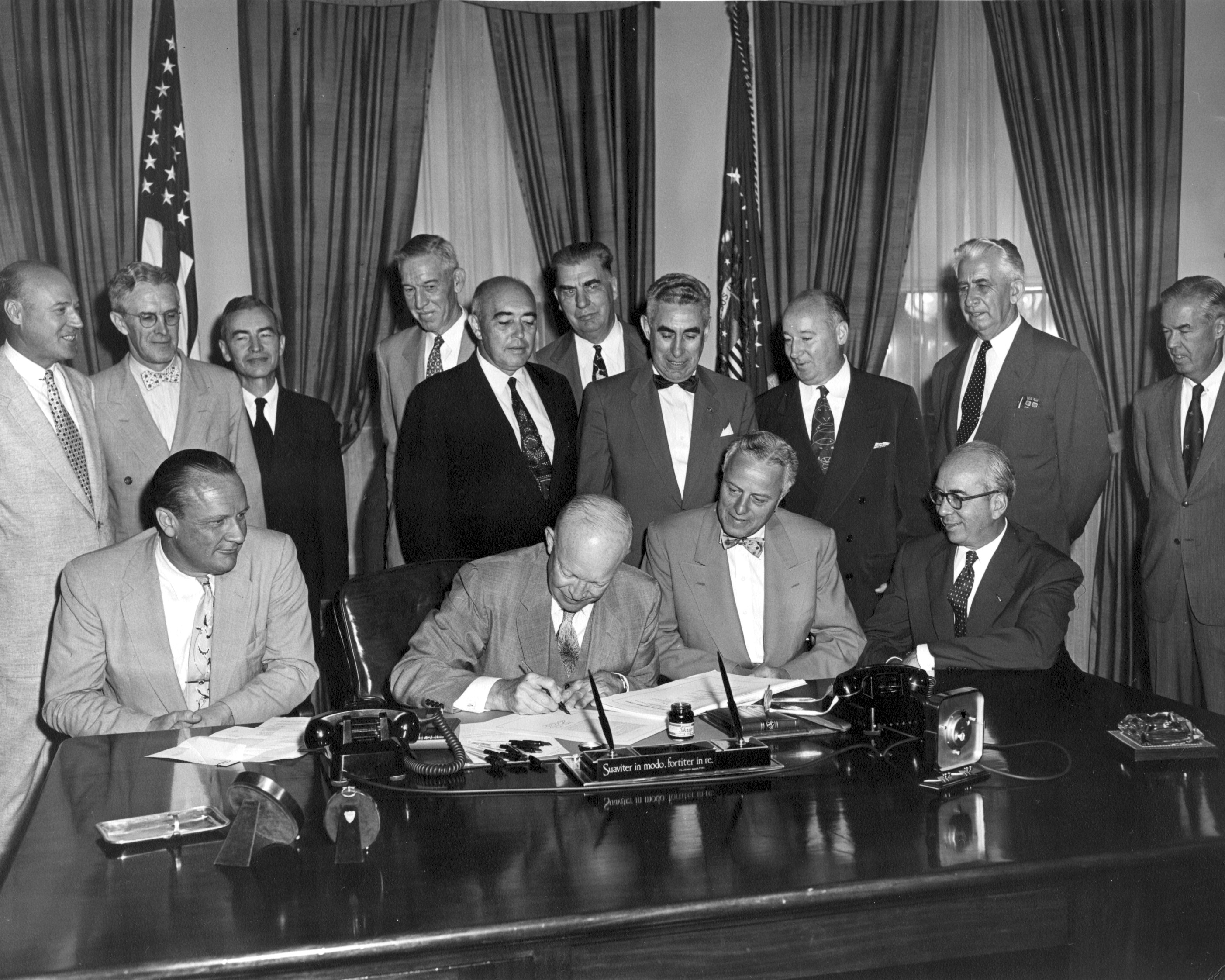
Il presidente Eisenhower firma la legge sull'energia atomica ("atoms for peace") nel 1954.

Nel gennaio 1953 Eisenhower succedeva a Truman, e il 5 marzo dello stesso anno Stalin moriva. Il monopolio statunitense sullo sfruttamento della tecnologia civile e militare dell'energia nucleare si stava lentamente erodendo: da un lato per la concorrenza di Canada e Gran Bretagna, dall'altro per la rincorsa sovietica. Il vantaggio era che ora a capo delle due superpotenze c'erano uomini nuovi, e quindi Eisenhower pensò di poter risolvere in modo positivo la situazione di stallo successiva al naufragio dell'UNAEC.
Un motivo in più fu fornito dalla notizia (12 agosto 1953) che l'Unione Sovietica aveva fatto esplodere la sua prima bomba all'idrogeno.
L'8 dicembre 1953 il presidente Eisenhower propose all'Assemblea Generale delle Nazioni Unite la creazione di un'organizzazione per promuovere l'uso pacifico dell'energia nucleare e di ricercare uno sforzo internazionale per far sì che l'energia nucleare non venisse più utilizzata per scopi militari.
Eisenhower cominciò con un lugubre ammonimento: «la bomba all'idrogeno è centinaia di volte più potente della bomba di Hiroshima e Nagasaki», e che «il desiderio di costruirne una non è solo nostro». Infatti, la tecnologia di costruzione della bomba all'idrogeno era in possesso anche di Canada e Gran Bretagna, e presto sarebbe stata raggiunta anche da altri Paesi. Eisenhower tentò di rassicurare l'Unione Sovietica dicendo che:
Il punto nodale del discorso di Eisenhower era proprio la promozione di una Conferenza internazionale il cui slogan fosse "Atomi per la pace" (Atoms for peace), che fosse seguita dalla creazione di un'agenzia internazionale «...alla quale ciascun governo interessato dia il suo contributo per una causa comune.»

L'idea centrale veniva espressa da Eisenhower nel modo seguente:
Per realizzare questo, era necessario un cambiamento netto di atteggiamento: le ricerche nucleari, sia in ambito civile, sia in ambito militare, da argomento sottoposto a segreto, dovevano diventare materia di scambio fra vari Paesi. Si doveva cioè passare da una politica di segreto e di negazione a una politica di trasparenza e cooperazione internazionale nello sviluppo e applicazione della tecnologia nucleare.
Il discorso di Eisenhower fu applaudito in pubblico e poi criticato aspramente: uno dei punti a cui Eisenhower teneva di più, cioè che l'AIEA diventasse una specie di "banca" di materiale fissile, naufragò nel nulla. La stessa AIEA rimase per 40 anni essenzialmente irrilevante nella corsa agli armamenti nucleari.
Tuttavia l'idea di una cooperazione internazionale in ambito di ricerca nucleare non andò persa, e si concretizzò nella prima Conferenza sullo sfruttamento pacifico dell'energia nucleare.

## La conferenza di Ginevra
Con l'incoraggiamento da parte di tutto il mondo, le Nazioni Unite convocarono quella che adesso è nota come "Prima conferenza di Ginevra" sull'uso pacifico dell'energia atomica, dall'8 al 20 agosto 1955.
La conferenza divenne il più grande convegno di scienziati e ingegneri che il mondo avesse visto fino allora, e può essere considerata una pietra miliare nella storia della scienza, la prima conferenza internazionale dedicata allo sviluppo di una nuova tecnologia.
Alcune delle principali caratteristiche e conseguenze di questa conferenza sono elencate qui di seguito:
- alla Conferenza parteciparono 1500 delegati, con la pubblicazione agli atti di più di 1000 pubblicazioni scientifiche: in alcuni casi, furono portati a Ginevra addirittura dei prototipi di quelli che diventeranno esperimenti veri e propri negli anni a venire, come nel caso dei laboratori di  Oak Ridge (archiviato dall'url originale il 29 ottobre 2005); Spitzer portò un esperimento simile al suo prototipo a forma di 8 (lo stellarator);
- Per la prima volta scienziati russi poterono partecipare a un convegno al di fuori dell'Unione Sovietica, e parlare con i loro colleghi occidentali;
- la Conferenza sollevò la cortina di segreti e dinieghi che avevano caratterizzato la ricerca nucleare, fino dai suoi albori nel 1939: l'atmosfera di ottimismo era tale che la Francia pubblicò agli atti della conferenza la tecnologia per riprocessare il combustibile nucleare per ricavare plutonio, fino allora un segreto militare;
- negli anni successivi alla Conferenza, anche altri Paesi resero pubbliche le ricerche nucleari (il Regno Unito nel 1957, gli Stati Uniti nel 1958, più o meno nello stesso periodo anche l'Unione Sovietica), anche se bisogna attendere la Seconda conferenza del 1958 perché la ricerca nucleare venga completamente desegretata;
- in gran parte come conseguenza dell'euforia successiva alla conferenza, il 18 luglio 1955 l'Unione Sovietica accettò di partecipare alla formulazione di quello che sarebbe stato lo statuto dell'Agenzia internazionale per l'energia atomica.

Una sintesi dell'atmosfera di ottimismo che si respirava in quegli anni è data dalle dichiarazioni del presidente della Conferenza, l'eminente fisico indiano Homi Bhabha, che predisse che nei successivi venti anni gli scienziati sarebbero riusciti a
Infatti, per Bahba e i suoi colleghi dei Paesi in via di sviluppo, l'energia nucleare avrebbe fornito una scorciatoia verso la prosperità di cui i Paesi industrializzati stavano incominciando a godere.
Churchill sintetizzò queste aspettative con la frase:

## La ricerca nucleare viene resa pubblica (1955-1958)
Negli anni anteriori al 1955-1958 la ricerca nucleare era sotto stretto segreto militare: gli stessi documenti segreti contenevano dei nomi in codice, come goo (per indicare il plasma), altitude (temperatura), jet (campo magnetico). Per esempio, "plasma ad alta temperatura in un campo magnetico" diventava "high-altitude goo in a jet" ("sostanza appiccicosa in un aereo ad alta quota").
Il fatto che queste ricerche fossero segrete ebbe in qualche caso degli esiti drammatici sulle persone che partecipavano ai programmi di ricerca: per esempio, il fisico teorico russo Davydov fu estromesso dal programma russo sulla fusione nucleare nel 1951 e licenziato l'anno successivo con la motivazione ufficiale di avere avvicinato un cittadino sovietico che anni prima era emigrato dall'URSS. Un altro caso che ebbe molta più risonanza in occidente fu quello di Andrei Sakharov, che si mostrò sempre critico verso il programma nucleare sovietico in ambito militare.
Nel clima generale di distensione successivo alla Conferenza di Ginevra del 1955, ci furono notevoli passi in avanti verso una condivisione delle ricerche nucleari: particolarmente indicativa fu la visita, nel 1956, di una delegazione sovietica guidata da Nikita Khruščёv, Nikolai Bulganin e l'accademico Igor Kurchatov, nel Regno Unito. Questa visita fu il primo vero passo sulla via della cooperazione internazionale in ambito di fusione nucleare controllata. Kurchatov il 25 aprile 1956 tenne un memorabile seminario nei laboratori di  Harwell (archiviato dall'url originale il 7 settembre 2006), in cui riassumeva i risultati ottenuti in Unione Sovietica sugli esperimenti di plasmi impulsati (quelli che ora sono noti come pinches).
Nell'aprile 1956 la prima delegazione occidentale visitò l' Istituto Kurchatov (archiviato dall'url originale il 6 settembre 2006): erano dei membri dell'Accademia Svedese della Scienze. In risposta, Hannes Alfvén invitò i fisici russi L A Artsimovich e I N Golovin alla conferenza di astrofisica che si tenne a Stoccolma nell'ottobre 1956. Artsimovich e Golovin tennero seminari sulla ricerca sui pinches e i tokamak, e conobbero Lyman Spitzer e R Pease, che guidava allora il programma britannico sulla fusione nucleare.
Nel giugno 1957 un gran numero di articoli correlati con la ricerca sulla fusione nucleare furono presentati alla Conferenza di Venezia, intitolata "Fenomeni di ionizzazione nei gas", anche se la ricerca nucleare non veniva esplicitamente menzionata. La Conferenza di Venezia è notevole per il numero impressionante di articoli che diventeranno fondamentali nell'ambito della fusione nucleare e la fisica del plasmi, da parte di fisici famosi come Marshall Rosenbluth e Vladimir Shafranov.
Gli articoli dell'Istituto Kurchatov correlati con la ricerca sulla fusione nucleare controllata furono desecretati poco prima dell'inizio della Seconda Conferenza di Ginevra (1958), e furono pubblicati in quattro volumi a cura di M Leontovic (dal titolo Plasma Physics and Problems of Controlled Thermonuclear Reactions).
Nello stesso periodo anche gli Stati Uniti resero pubbliche le ricerche: la Gran Bretagna lo aveva già fatto all'inizio del 1957.

## L'istituzione dell'AIEA (1957)

Il simbolo dell'Agenzia Internazionale per l'Energia Atomica.

Fra le conseguenze più notevoli della Conferenza di Ginevra "Atoms for peace" furono le trattative per la costituzione di una agenzia internazionale per l'energia atomica, che iniziarono immediatamente dopo la fine della Conferenza. I Paesi che all'inizio del 1955 a Washington iniziarono una stesura dello Statuto di quella che sarebbe diventata l'AIEA erano otto, e cioè Stati Uniti, Gran Bretagna, Francia, Canada, Australia, Sudafrica, Belgio e Portogallo. Gli ultimi cinque di questi otto Paesi che iniziarono i negoziati furono coinvolti in quanto produttori di uranio. Il 18 luglio 1955 l'Unione Sovietica si unì alle negoziazioni per lo Statuto, e come segno di partecipazione rese disponibili cinquanta chilogrammi di uranio-235 in forma debolmente arricchita (meno del 20% di uranio-235 sul totale). Il 22 agosto una versione preliminare dello Statuto fu fatta circolare a tutti gli Stati membri delle Nazioni Unite.
Il grande dilemma che sottintendeva la creazione dell'AIEA veniva espresso negli Stati Uniti con lo slogan "promozione o controllo?" ("promotion vs control"): in altre parole, un controllo capillare delle risorse nucleari (come indicato dal piano Baruch che era naufragato assieme all'UNAEC nel 1949) avrebbe ostacolato lo sviluppo delle tecnologie nucleari; d'altra parte, uno sviluppo incontrollato della tecnologia nucleare avrebbe chiaramente potuto essere usato in ambito militare.
Di fronte a questo dilemma che stava minando alla base l'idea Atoms for peace, la decisione coraggiosa di Eisenhower e del suo staff fu quella di continuare sulla strada dello sviluppo, convinti del fatto che eventuali diversioni verso scopi militari sarebbero stati inevitabili in ogni caso.
Il 27 febbraio 1956 Unione Sovietica, Cecoslovacchia, Brasile e India si unirono al gruppo iniziale degli otto Paesi dell'incontro di Washington, e diedero una forma definitiva allo Statuto, che venne terminato il 18 aprile del 1956: compiti dell'AIEA erano i seguenti
- (Art. II)  promuovere l'uso pacifico dell'energia nucleare, e contribuire a impedirne l'uso militare;
- (Art. III.A.1) promuovere la ricerca e lo sviluppo tecnologico in ambito nucleare, per usi pacifici;
- (Art. III.A.2) fornire supporto tecnologico in ambito nucleare, in particolar modo nelle aree sotto-sviluppate del mondo;
- (Art. III.A.3) promuovere lo scambio di informazioni tecnologiche e scientifiche in ambito nucleare;
- (Art. III.A.5) stabilire dei criteri di sorveglianza ("safeguards"), in modo che materiali e/o tecnologie fornite dall'AIEA a Paesi associati non siano usati per scopi militari;
- (Art. III.A.6) stabilire degli standard di sicurezza in ambito nucleare.

È notevole per esempio che già nel 1956 ci fosse un così marcato interesse per i Paesi in via di sviluppo, esplicito nell'Articolo III.A.2, che impegna l'AIEA a tenere in "debita considerazione le aree sottosviluppate nel mondo".
Il 23 ottobre 1956, dopo cinque settimane di discussione aperta alle Nazioni Unite, lo Statuto (rivisto in alcune sue parti) fu firmato dagli 81 Paesi che avevano partecipato alle riunioni di discussione. Lo Statuto ufficialmente entrò in vigore nove mesi dopo, il 29 luglio 1957, quando 26 Paesi che avevano predisposto gli strumenti necessari lo ratificarono: era ufficialmente nata l'AIEA.
Una Commissione Preparatoria (PREPCOM) si interessò di reperire i fondi per il primo anno ufficiale di attività dell'AIEA (il 1958), e per la prima Conferenza Generale, che si tenne a Vienna al Konzerthaus dal 1º al 23 ottobre 1957: l'AIEA aveva ormai già 54 membri, di cui 52 mandarono loro delegati a Vienna.